# The World of the Married
The World of the Married (Hangul: 부부의 세계; Bubu-ui Segye) is een Zuid-Koreaanse dramaserie die van 27 maart tot 16 mei 2020 door JTBC wordt uitgezonden, met in de hoofdrollen Kim Hee-ae, Park Hae-joon en Han So-hee.

## Rolverdeling
- Kim Hee-ae - Ji Sun-woo
- Park Hae-joon - Lee Tae-oh
- Han So-hee - Yeo Da-kyung